# メガミのカゴ
『メガミのカゴ』は、松本ミトヒ。による日本の学園コメディー漫画作品。『まんがタイムきららフォワード』（芳文社）にて2008年2月号から2010年1月号まで連載されていた。
委員長に祭り上げられた主人公・宮本明美が、生徒たちの抱える問題を解決するために東奔西走する様を描いた作品。単行本の帯には委員長オブ委員長育成（?）コメディーとある。
登場人物は作者の同人作品から引き継がれている。

## あらすじ
宮本明美は、普通の学校生活を送っていたが、ある日、親友の麻倉南の策略により、生徒たちの抱える問題を解決する組織「乙女の鏡委員会」の委員長となる。そして、二人は生徒からの相談に対処していくこととなる。

## 登場人物
作品内で時間経過があるため、各キャラ一学年ずつ進級している。

### 主要人物
初登場時は1年生。
宮本明美（みやもと あけみ）
主人公。メガミ委員会の委員長を務める。
容姿端麗、頭脳明晰、性格も良いという理由から南の策略によって委員長にさせられてしまう。
中学までは空手と柔道も習っており、運動神経も抜群である。
南及び作者からは「あけみん」と呼ばれている。
麻倉南（あさくら みなみ）
明美の親友。メガミ委員会所属。
委員長キャラでありながら委員長になりたがらない明美に業を煮やし、生徒会の力を借りてではあるがメガミ委員会の新設及び明美の委員長化を実現。
オタクキャラであり、他作品のパロディを連想させる発言をしている。
野球部のマネージャーっぽい名前であり、作中でも他のキャラから指摘されている。
及川クミ（おいかわくみ）
明美、南の中学からの友達。後にメガミ委員会へ加入。
バレーボール部にも所属し、1年からレギュラーに抜擢されていたエースアタッカーである。
お笑い好き。ボケに対しては条件反射でツッコミを入れてしまう。環姫と漫才コンビを組むことを夢見ていた、というエピソードがある。
香椎環姫（かしい たまき）
明美、南の中学からの友達。後にメガミ委員会所属へ加入。
天然ボケの才能がある。クミ曰く「笑いの奇跡が巻き起こる」。
また霊が憑きやすい体質であり、それを題材にしたエピソードも存在する。
クミ及び作者からは「しぃ太」と呼ばれている。

### レギュラー陣
初登場時は2年生。
沙橋菜那美（さはし ななみ）
生徒会長。
生徒会が多忙なため人手を増やしたいという思惑と南からの依頼が一致したことにより、メガミ委員会を設立。
実家が花屋である。そこで使われているカゴをメガミ委員会に提供したのも菜那美である。
1年生のとき当時の生徒会長・眞琴から誘われ、会計として生徒会に入った。
八重樫琉子（やえがし るこ）
風紀委員長。
眞琴とは中学で同じ部活で、「ルールー」と呼ばれていた。
眞琴に憧れており、それまでの校風を守ろうと風紀委員になった。
漣結衣（さざなみ ゆい）
アヤカシ研究会所属。
右目に眼帯をしている。
メガミ委員会設立前ではあったが、明美たちへの依頼者第1号となる（依頼内容は部室の片付け）。

### 1年生
7話から登場。
千駄木海苑（せんだぎ みその）
1年A組の女子生徒。アヤカシ研究会の新入部員。
家が除霊家業であるためか、学校でも巫女服である。除霊及び降霊の能力を持つ。
明美を「委員長先輩」、南を「モエスの先輩」と呼んでいる。
岡田浩輝（おかだ ひろき）
1年C組の男子生徒。
ヒーローになることを夢見ている。また明美をヒロイン視しており、明美を守ることを目的として様々なタイミングで登場する。
高校芸術発表会での演劇に出演した明美の影響で、城南に入学する。
早坂眞一（はやさか しんいち）
1年A組の男子生徒。
メガミ委員会に恋愛相談へのアドバイスを依頼した。

### その他
田辺里緒（たなべ りお）
生徒会会計係。
卒業生歓談会の企画立案者。
三枝文香（さえぐさ あやか）
新聞部所属。
集合日時を頻繁に間違えるなど時間にルーズな性格である。
笹本真理（ささもと まり）
演劇部部長。監督担当。
メガミ委員会に舞台発表会の助っ人を依頼する。
小峰杏（こみね あん）
演劇部副部長。衣装担当。
安積（あづみ）
野球部所属の男子生徒。
野球部のマネージャーっぽい名前という理由で南のマネージャー入り要求し、メガミ委員会に野球勝負を挑んだ。
御門（みかど）
野球部所属の男子生徒。野球部部長。
観月真由花（みづき まゆか）
城南高校の新任教師。担当は1年生の保健体育。
水泳部の顧問を務める。
城南高校の卒業生であり、当時水泳部としてインターハイ出場経験あり。

#### 卒業生
鏡眞琴（かがみ まこと）
菜那美が1年生のときの生徒会長。
吉原（よしはら）
菜那美が1年生のときの生徒会副会長。
風間（かざま）
菜那美が1年生のときの生徒会会計。

## 用語
乙女の鏡委員会
生徒たちの抱える問題を解決する組織。略してメガミ委員会である。相談するには、廊下に設置されたカゴの中に手紙を入れる必要がある。作品タイトルの「メガミ」の「カゴ」はそれに由来する。
英語表記は第1話では「MEGAMI COMMITTEE」であったが、第13話以降はPattern Of Maidenの略である「POM」が使われている。
城南高校
物語の舞台である城南高校は連載開始当初「城南女子高校」という女子高であったが第7話途中から共学化し、男子生徒も登場している。

## 単行本
1. 2008年7月28日発売 ISBN 978-4832277182
2. 2008年12月12日発売 ISBN 978-4832277601
3. 2009年7月13日発売 ISBN 978-4832278219
4. 2010年1月12日発売 ISBN 978-4832278790

## 補足
- 連載開始前に『まんがタイムきららフォワード』Vol.7に「メールの女神」が、『まんがタイムきららフォワード』2007年10月号に「笑いの女神」がゲスト作品として掲載された。それぞれ単行本の1、2巻に収録されている。
- 本作の野球対決回をアーススターの編集が読んだことがきっかけで『勝利の女神だって野球したい!』の企画に繋がった[2]。